# حسين علي لوباني
حسين علي لوباني (15 فبراير 1939-) هو كاتب فلسطيني، ولد في بلدة الدامون في عكا. هُجر مع عائلته إلى لبنان بسبب نكبة عام 1948 نال بكالوريس اللغة العربية من جامعة بيروت العربية، عمل مدرساً في مدارس الأونروا في مخيم نهر البارد خلال الفترة من (1960- 1970)، ثم انتقل إلى منطقة الحدث بالقرب من بيروت وبقي فيها حتى بداية الحرب الأهلية، ثم انتقل لمخيم مار الياس في بيروت الغربية حتى إجتياح بيروت عام 1982.

## الكتب
صدر للوباني أكثر من خمسة وأربعون كتاب وترجمة منها:
| الاسم                                    | دار النشر             | تاريخ النشر | عدد الصفحات | ردمك ISBN            | المصدر |
| ---------------------------------------- | --------------------- | ----------- | ----------- | -------------------- | ------ |
| ملف الهبل العربي                         | مؤسسة الإنتشار العربي | 2006        | 175         |                      | [ 2 ]  |
| معجم غرائب اللغة                         | مؤسسة الإنتشار العربي | 2008        | 200         | (ردمك 9953476438)    | [ 3 ]  |
| الملف السري للنكتة العربية               | مؤسسة الإنتشار العربي | 2005        | 268         | (ردمك 9789953529400) | [ 4 ]  |
| لحية الرجل في ضوء الكتاب والسنة والأخبار | مؤسسة الإنتشار العربي | 2007        | 108         |                      | [ 5 ]  |
| حجاب المرأة المسلمة                      | مؤسسة الإنتشار العربي | 2007        | 380         |                      | [ 6 ]  |
| معجم التعابير العربية الصعبة وتفسيرها    | مؤسسة الإنتشار العربي | 2008        | 363         |                      | [ 7 ]  |
| معجم العادات والتقاليد في فلسطين         | مؤسسة الإنتشار العربي | 2018        | 325         | (ردمك 9786144227381) | [ 8 ]  |